# 星奈々 (ものまねタレント)
星 奈々（ほし なな、本名同じ、1972年7月7日 - ）は、東京都出身のものまねタレント、競艇評論家。所属はカムトゥルーからBe Maharo。

## 人物
- 身長163cm、体重49kg、B86cm、W60cm、H87cm、足のサイズ24cm。
- 趣味は、競艇・旅行・ゴルフ・読書・パソコン・英会話。
- 名前は、七夕の日に生まれたことが由来の本名である。
- 1990年代にフジテレビのバラエティ番組「ものまね王座決定戦」の特別編にあたる「発表!日本ものまね大賞」に出場し芸能界デビュー。
- 直後の1993年の「ものまね王座決定戦」よりものまね界に本格参戦。当初は白星に恵まれなかったが、同年末のC.C.ガールズとの対戦で見せたホイットニー・ヒューストンのものまねが高い評価を得て徐々にその実力が評価されるようになり、翌1994年の第26回ものまね王座決定戦で初優勝。決勝ではものまね四天王であるビジーフォーと清水アキラに完勝しての栄冠であり、以降同番組内では松居直美・中島マリ・斉藤ルミ子・俵山栄子らと共に女性ものまね界をリードする存在となる。

- 以後、ものまね王座決定戦がモデルチェンジする2000年までに優勝3回・準優勝1回と、女性では松居と共に優勝回数最多を記録する。
- 1996年の第28回ものまね王座決定戦で、このとき星は初戦から決勝戦まですべて100点満点もしくは99点というほぼ完璧な成績で優勝を果たしている。
- また、ものまね王座決定戦で、「栗田貫一・ビジーフォー・清水アキラ」の「新ものまね四天王」をすべて撃破した女性芸能人は星と松居の二人だけである。コロッケをものまね四天王に含めた「旧ものまね四天王」（栗田・清水・ビジーフォー）の場合、すべて撃破した女性芸能人は現在いない。

- 2002年には歌手デビューしており、同じく2000年代では競艇の評論などにも活動の幅を広げている。

## ものまねレパートリー
- ものまねの中にお笑い要素を含むことの多いものまね番組において、お笑い的な要素を排した完全実力主義スタイルを採っている。
- そのレパートリーも時代・年代・国籍不当で多数用意している実力者である。上記のホイットニー・ヒューストン以外にもある。

- 麻丘めぐみ
- あべ静江
- 天地真理
- 安室奈美恵
- アン・ルイス
- 石川ひとみ
- 石川さゆり
- いしだあゆみ
- 五輪真弓
- 伊藤咲子
- 岩崎宏美
- 宇多田ヒカル
- 大黒摩季
- 太田裕美
- 大橋純子
- 伊藤咲子
- 荻野目洋子
- 奥居香
- 笠置シズ子
- 金井克子
- 菊池桃子
- Kiroro
- 工藤静香
- 久宝留理子
- 久保田早紀
- 倉木麻衣
- 研ナオコ
- 小泉今日子
- 小坂明子
- 越路吹雪
- 小林明子
- 小比類巻かほる
- 小柳ルミ子
- 小柳ゆき
- 斉藤由貴
- 坂井泉水
- ザ・カーペンターズ
- 篠原涼子
- ジャニス・イアン
- ジャネット・ジャクソン
- 庄野真代
- 瀬川瑛子
- セリーヌ・ディオン
- 園まり
- ダイアナ・ロス
- 髙橋真梨子
- 竹内まりや
- テレサ・テン
- ドナ・サマー
- 中森明菜
- 中山美穂
- 夏木マリ
- 西田佐知子
- NOKKO
- 浜崎あゆみ
- 早見優
- 一青窈
- 平山みき
- 平松愛理
- 広瀬香美
- 藤圭子
- 藤田恵美
- ホイットニー・ヒューストン
- 本田美奈子.
- 松田聖子
- 松任谷由実
- 黛ジュン
- マライア・キャリー
- MISIA
- 美空ひばり
- 南沙織
- 南野陽子
- 持田香織
- 森高千里
- 森昌子
- 八神純子
- 八代亜紀
- 山口百恵
- 山下久美子
- YU-KI
- 吉田美和
- 李香蘭
- りりィ
- ロバータ・フラック
- 渡瀬マキ
- 渡辺はま子
- 渡辺真知子
- 渡辺美里他

## CD
- Never Forget 〜最愛〜 （映画『実録ヒットマン』主題歌）(2002年12月21日発売)